# Serravalle di Chienti
Serravalle di Chienti là một đô thị ở tỉnh Macerata ở vùng Marche, có vị trí cách khoảng 80 km về phía tây nam của Ancona và khoảng 50 km về phía tây nam của Macerata.
Serravalle di Chienti giáp các đô thị: Camerino, Fiuminata, Foligno, Monte Cavallo, Muccia, Nocera Umbra, Pieve Torina, Sefro, Visso.